# Räucherstäbchen

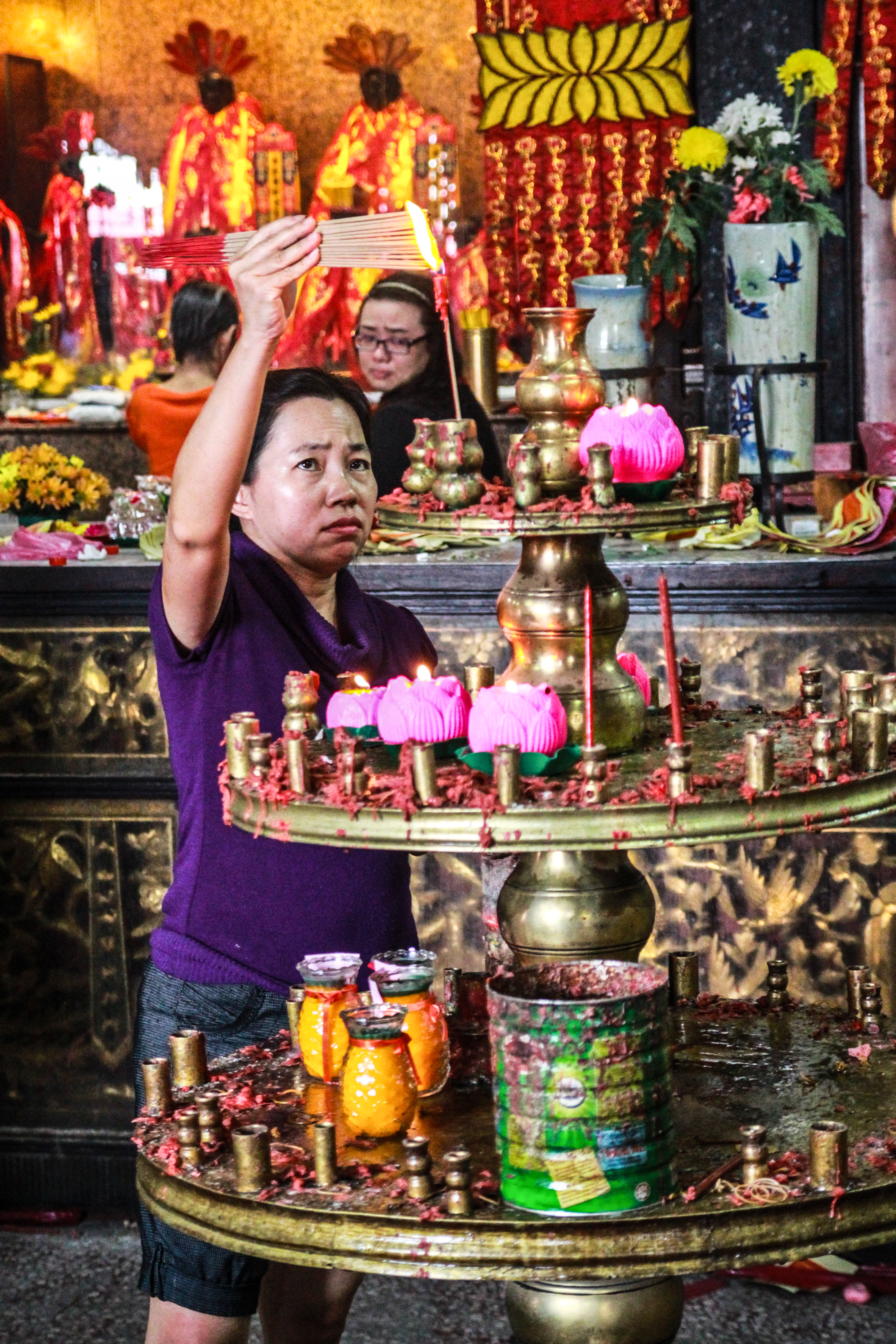
Entzündung von Räucherstäbchen in einem Tempel in Malaysia

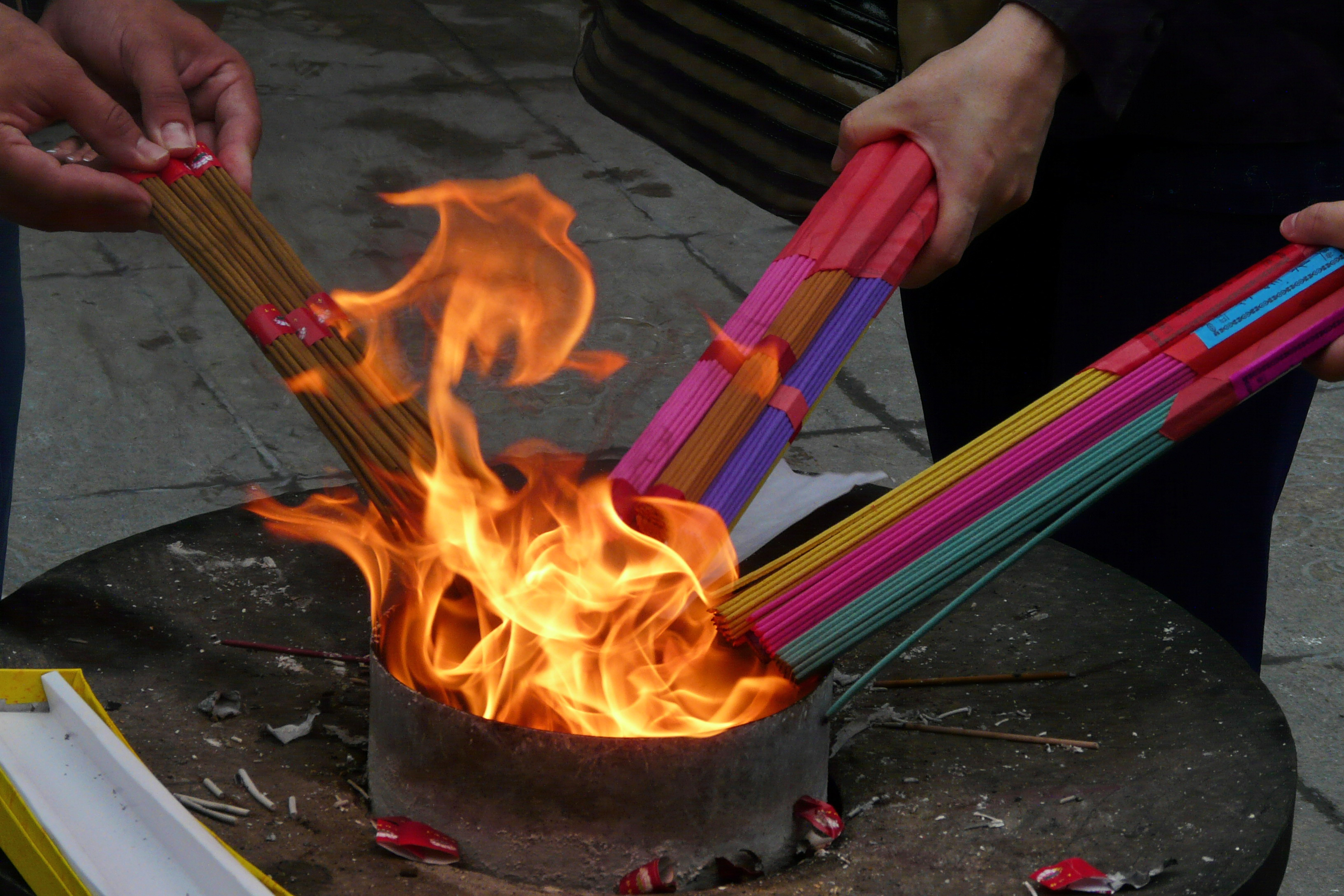
Im Hof des Jade-Buddha-Tempels in Shanghai werden Räucherstäbchen entzündet.

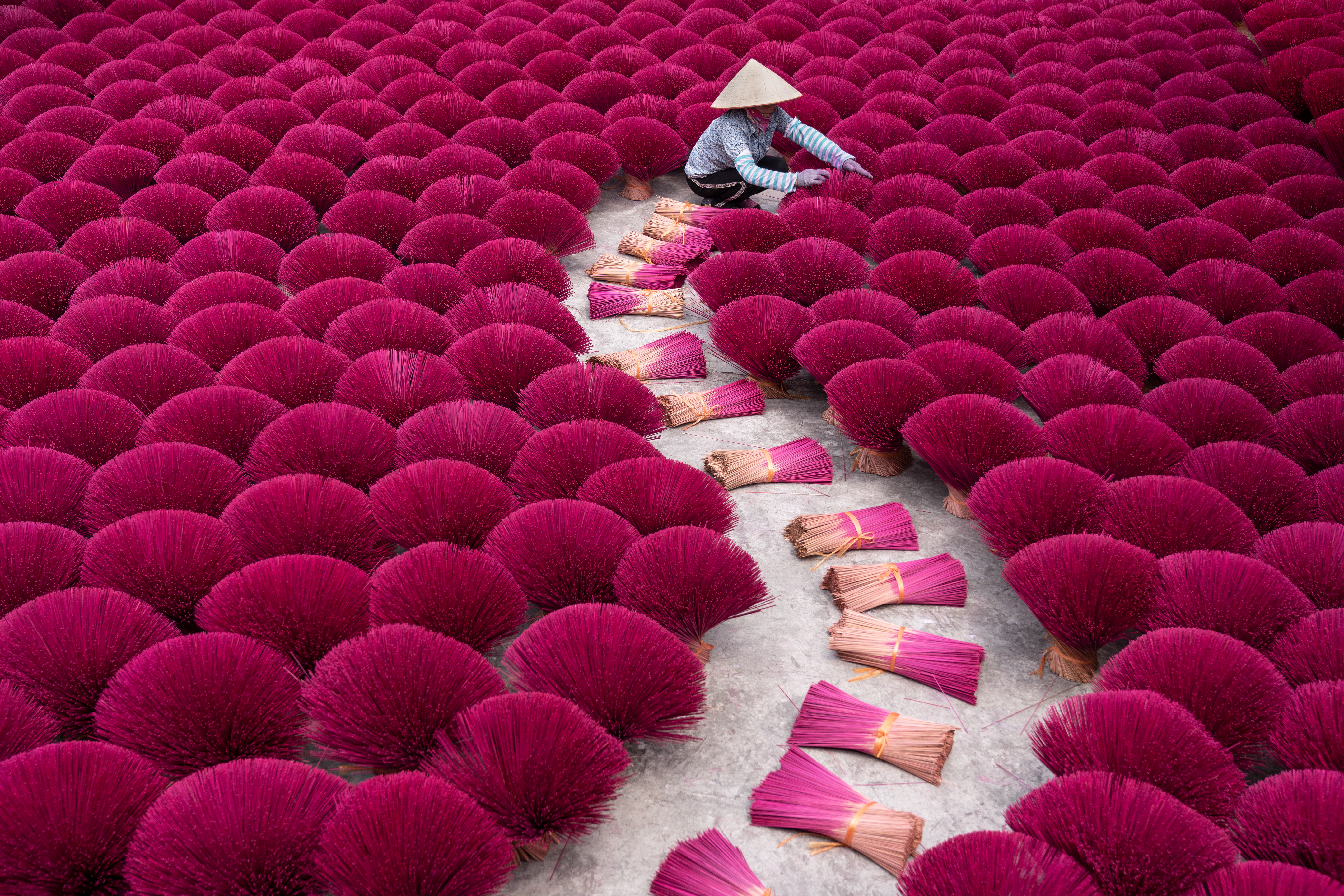
Zum Trocknen aufgestellte Räucherstäbchen in Vietnam (Bild des Jahres 2023 von Wikimedia)

Räucherstäbchen (englisch Incense Sticks) sind Räucherwerke in Stäbchenform. Räucherstäbchen werden entweder durch Auftragen (Rollen) der Wirkstoffe auf ein Holz- oder Bambusstäbchen oder durch Pressen oder Kneten der Mischung in Stäbchenform hergestellt. Sie werden in allen asiatischen Ländern im Buddhismus, Hinduismus, Konfuzianismus und Daoismus in Tempeln, bei Zeremonien und Meditationen verwendet. Dem Rauch wird dabei eine reinigende Wirkung zugesprochen. Gegenüber dem Räuchern von losem Räucherwerk auf Holzkohle oder einem Sieb, sind Stäbchen einfacher zu handhaben, sparsam im Verbrauch und Duftkompositionen sind besser herzustellen. Räucherstäbchen mit Holzträger entwickeln mehr Rauch und haben aufgrund des mitverschwelenden Holzes keinen reinen Duft.

## Regionale Unterschiede

### Indien
Indische Räucherstäbchen werden durch Auftragen einer Paste aus Holzpulver, Ölen, etwas Wasser und Räucherwerk auf einen dünnen Holzstab hergestellt. Neben den traditionellen Harzen, Hölzern und Kräutern kommen bei preiswerten indischen Räucherstäbchen auch synthetische Geruchsstoffe (beispielsweise Moschus-Ambrette-Verbindungen) zum Einsatz, deren gesundheitliche Unbedenklichkeit nicht gesichert ist. Die Räucherstäbchen, agarbattī (Hindi: अगरबत्ती) genannt, werden traditionell in Handarbeit gefertigt. Räucherstäbchen werden in der traditionellen ayurvedischen Medizin eingesetzt. Der Rauch individuell ausgewählter Inhaltsstoffe soll die drei Doshas ins Gleichgewicht bringen.

### China
In China wurden die Räucherstäbchen vor Jahrhunderten durch buddhistische Mönche eingeführt und finden besonders im Feng Shui Verwendung. Oft werden die chinesischen Stäbchen auch als „joss-sticks“ bezeichnet, das übersetzt Glücks- bzw. Schickssalsstäbchen heißt. Der Rauch wird dem Qi zugeordnet.

### Japan

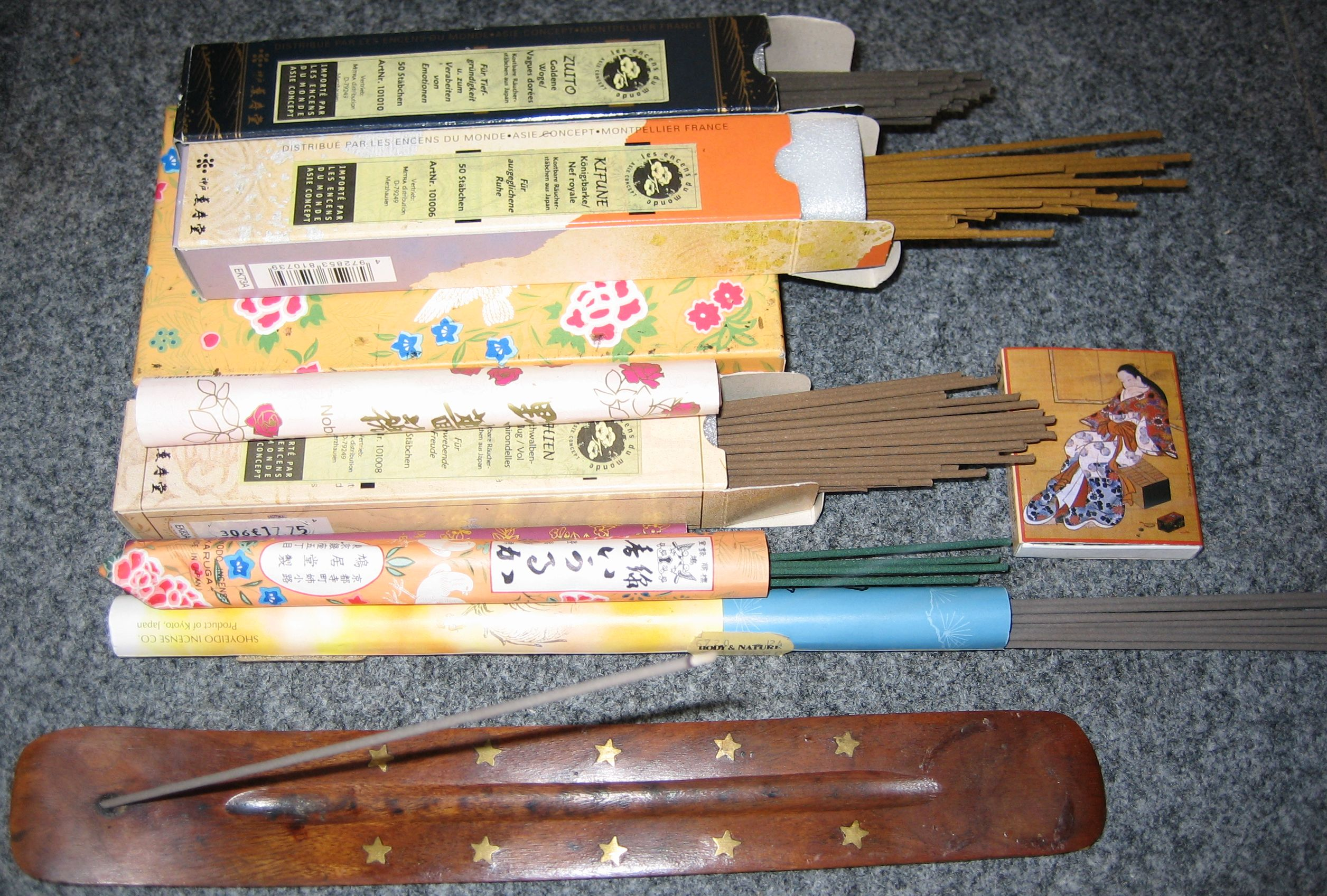
Japanische Räucherstäbchen

Japanische Räucherstäbchen werden ohne Trägerhölzchen hergestellt. Eine Paste wird aus Wasser, Holzpulver und Duftstoffen hergestellt, durch eine Düse gedrückt, geschnitten und getrocknet. Hochwertige japanische Räucherstäbchen enthalten oft bis zu 20 Komponenten und müssen mehrere Jahre reifen. Besonders teuer sind Stäbchen mit einem hohen Anteil an Adlerholz. Die Standardlänge beträgt 14 Zentimeter bei einer Brenndauer von 30 Minuten. Bekannte Hersteller sind Baieido, Kokando, Kunjudo, Kunmeido, Kyukyudo, Nippon Kodo sowie Shoyeido.

### Tibet
In Tibet werden Räucherstäbchen seit dem 7. Jahrhundert hergestellt. Sie enthalten vor allem Kräuter und werden traditionell per Hand gerollt und getrocknet. Sie haben kein Trägerstäbchen und sind meist dicker und grobkörniger als die japanischen. Aus Tibet stammende Räucherstäbchen haben den Ruf einer besonders guten Qualität.

### Vietnam
In Vietnam werden als Träger Bambusstäbchen verwendet, auf die per Hand an schrägen Tischen eine Grundpaste aus Holzpulver, pflanzlichem Kleber und ein wenig Wasser aufgerollt wird. Die Bambusstäbchen sind eingefärbt. Jede Farbe steht für einen bestimmten Duft. Rote Bambusstäbchen sind Sandelholz. In Vietnam werden Räucherstäbchen bei der Ahnenverehrung verbrannt. Häufig sieht man sie im Haus- oder Ahnenschrein. Sie werden aber auch an Bordsteinkanten, in Blumenbeeten und an anderen Stellen entzündet.

## Halterung

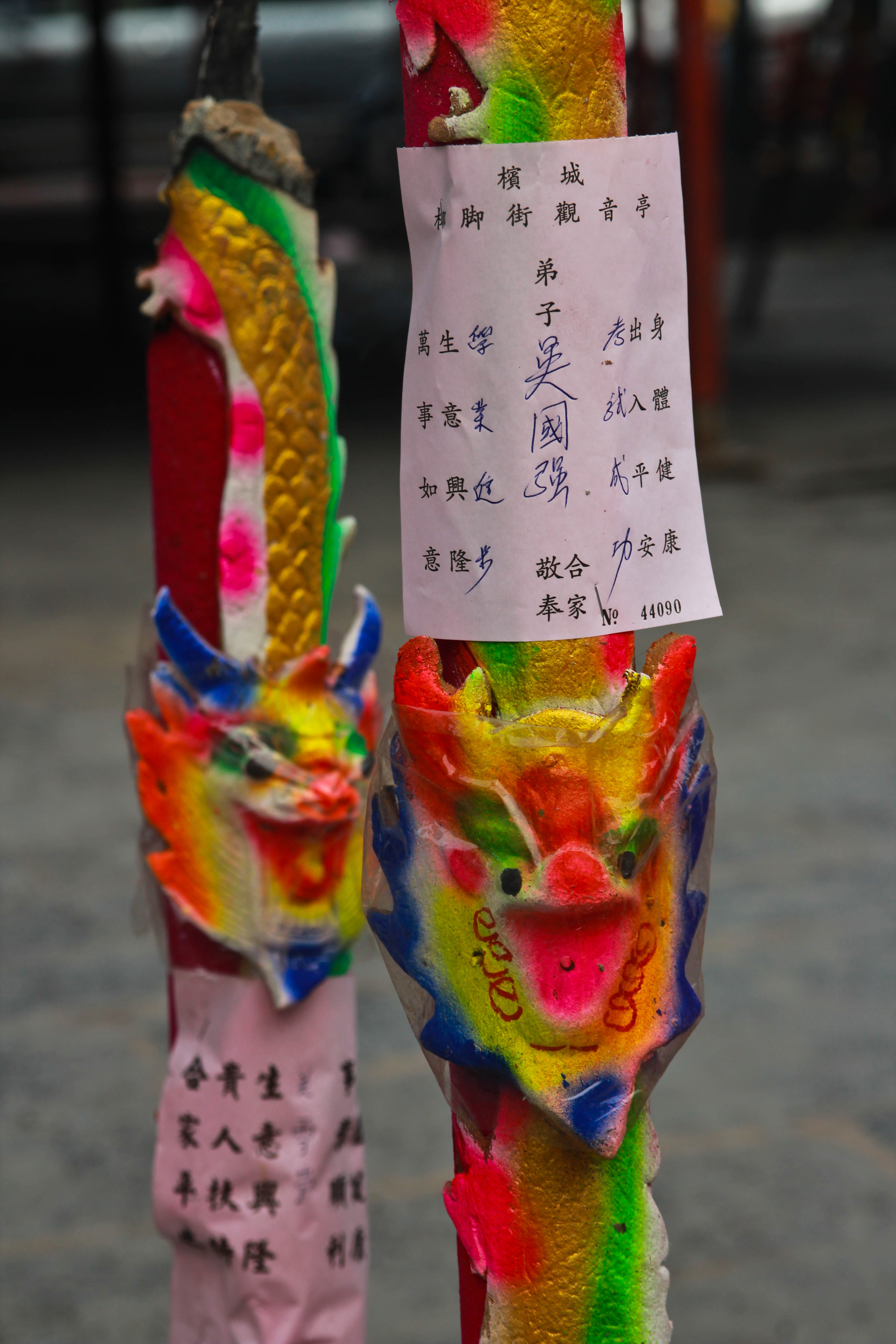
Große Räucherstäbchen vor einem Tempel in Malaysia

In Tempeln werden die Räucherstäbchen oft in Schalen mit Sand gesteckt. Für das Abbrennen einzelner Stäbchen gibt es Halter in Form von Schalen oder Figuren aus Metall, Keramik oder Speckstein. Halter aus Holz werden meist aus dichten Tropenhölzern hergestellt. Sie können wie ein einfaches Brettchen mit einer eingearbeiteten Rinne oder in Kastenform mit Durchbrüchen zum Austritt des Rauchs gearbeitet sein.

## Gesundheitliche Gefährdungen
Das Abbrennen von Räucherstäbchen erhöht den Gehalt an Feinstaub in der Raumluft mitunter um das Vielfache des gesetzlichen Grenzwertes von 50 μg/m³. Feinstaub sind Partikel, die kleiner als zehn Mikrometer sind und tief in die Lunge eindringen. Feinstaub kann Allergien, Asthma sowie Lungenkrebs auslösen. Es werden Zusammenhänge mit Herz-Kreislauf-Erkrankungen angenommen (siehe Feinstaub #Wirkungen auf die Gesundheit). Zudem werden krebserregende Stoffe wie Benzol und Formaldehyd freigesetzt, die sich an die entstehenden feinen Partikel binden können. „Der Rauch von Räucherstäbchen und anderem Räucherwerk kann mehr zellschädigende Substanzen enthalten als Tabakqualm“ (wissenschaft-aktuell.de). Laut einer im britischen Wissenschaftsmagazin New Scientist veröffentlichten Studie wurde in einem Tempel in Taiwan, in dem Räucherstäbchen abgebrannt werden, eine 40fach höhere Konzentration krebserregender polyzyklischer aromatischer Kohlenwasserstoffe (PAK) als in Häusern von Rauchern gemessen. Studien in Hong Kong haben gezeigt, dass dort Räucherware die größte Quelle von Karzinogenen in der Luft von Wohnräumen ist. Offen war zunächst, welche Wirkungen im Endeffekt von den im Rauch enthaltenen Substanzen ausgehen.
- Eine Langzeitstudie[3][6] konnte belegen, dass Menschen, die sehr häufig dem Rauch von Räucherwerk ausgesetzt waren, ein bis zu 80 % erhöhtes Risiko besaßen, an Krebs der oberen Atemwege zu erkranken.

- Eine Studie aus Singapur stellte fest, dass 8 % der Todesfälle an koronarer Herzkrankheit und 12 % derer an Schlaganfall auf die Exposition durch Räucherstäbchen zurückzuführen sind.[7][8]

- Gefährdungen durch Räucherstäbchen werden von der französischen Regierung als gravierend angesehen. In Frankreich wurde ein Verbot von Räucherstäbchen diskutiert.[9][10]